# 129595 Vand
129595 Vand este un asteroid din centura principală de asteroizi.

## Descriere
129595 Vand este un asteroid din centura principală de asteroizi. A fost descoperit pe 2 noiembrie 1997 la Observatorul Kleť de Jana Tichá și Miloš Tichý. Asteroidul prezintă o orbită caracterizată de o semiaxă mare de 2,32 ua, o excentricitate de 0,15 și o înclinație de 2,9° în raport cu ecliptica.